# Mepartricina
La mepartricina è un antibiotico che possiede attività antifungina e antiprotozoaria.

Il farmaco altera la permeabilità della membrana citoplasmatica dei microorganismi sensibili combinandosi con gli steroli della membrana stessa.

La mepartricina è in grado di legarsi irreversibilmente agli steroli intestinali riducendone la quantità disponibile a livello prostatico per la sintesi di colesterolo. Come è noto l'accumulo di steroli nella prostata rappresenta un fattore favorente l'ipertrofia della ghiandola. La somministrazione di mepartricina comporta pertanto un miglioramento della sintomatologia associata ipertrofia benigna.

## Farmacocinetica
La mepartricina, come altri polieni, non viene praticamente assorbita dal tratto gastrointestinale (azione topica a livello endoluminale). In seguito ad applicazione su mucose e cute l'assorbimento sistemico è nullo.

## Tossicologia
Nel topo il valore della DL50 è maggiore di 4 g/kg per os e di 200 mg/kg per via intraperitoneale.

## Usi clinici
La mepartricina trova indicazione nel trattamento delle infezioni vaginali sostenute da Candida albicans e/o Trichomonas vaginalis e nelle candidosi cutanee e mucose (ad esempio il mughetto).

Il farmaco è stato anche utilizzato nell'ipertrofia prostatica benigna.

L'associazione mepartricina e sodio laurilsolfato viene utilizzata nel trattamento e nella prevenzione delle infezioni vaginali.

## Dosi terapeutiche
La mepartricina è disponibile in diverse forme farmaceutiche: compresse, sospensione orale, candelette, tavolette vaginali, crema ginecologica. Nel trattamento delle infezioni vaginali si somministrano 25.000 unità (in genere candelette o crema ginecologica) alla sera per 1-2 cicli di 15 giorni consecutivi.

Del complesso mepartricina-sodio laurilsolfato si somministra invece una candeletta vaginale da 25.000 unità (per 1-2 cicli di 3 giorni.
Il farmaco può anche essere assunto per via orale ricorrendo a due compresse gastroresistenti per un totale di 100.000 unità ogni 12 ore a stomaco pieno per 3 giorni consecutivi.
Nel trattamento delle candidosi del cavo orale si ricorre invece alla sospensione orale somministrando 1 ml (equivalente a 10 000 unità) ogni 6 ore.

Nella candidosi cutanea si applica la crema dermatologica (1 g di crema contiene 30 000 unità) una o più volte al giorno.

Il trattamento della ipertrofia prostatica benigna prevede la somministrazione di 50.000 unità (una compressa) per via orale, 3 volte al giorno ai pasti. È bene completare uno o più cicli di terapia di almeno 30 giorni ciascuno.

## Effetti collaterali ed indesiderati
Trattamenti prolungati a base di mepartricina, in particolare per via orale, possono causare nausea, vomito, dolore di stomaco, diarrea.

La somministrazione topica può dare origine a fenomeni di sensibilizzazione.

## Controindicazioni
La mepartricina è controindicata nei soggetti con ipersensibilità nota. In caso di comparsa di sensibilizzazione o bruciore vaginale è necessario sospendere la terapia.